# Церковь Рождества Пресвятой Богородицы (Лужки)
Церковь Рождества Пресвятой Богородицы — историческое здание конца XVIII века в агрогородке Лужки Шарковщинского района, памятник архитектуры (номер 213Г000828). Расположена в центре населённого пункта, на Дисненской улице.

## История
Церковь построена в 1794 году. Строительство финансировал полоцкий воевода Валериан Жаба. Здание пострадало в пожарах 1831 и 1885 гг. В 1934 году пристроены притвор со звонницей. Церковь не закрывалась в советский период.

## Архитектура
Стиль церкви — переходный от барокко к классицизму. Здание является прямоугольным в плане, кроме треугольной алтарной части. Основной объём накрыт вальмовой крышей, которую венчает восьмигранный барабан с луковичным куполом. Стены храма изнутри и снаружи украшены пилястрами, завершаются профилированными карнизами, плавно огибающими угловые апсиды. Оконные проёмы, сделанные в верхней части стен, имеют арочную форму, они украшены сандриками. Основной зал церкви имеет плоские деревянные перекрытия. Над притвором располагаются хоры, которые соединяются с основным помещением через арочный лучковый проём. Четырёхгранная звонница, имеющая два яруса, завершается шатровой крышей с маковкой. В церкви имеются иконы XVII—XVIII вв. Под церковью устроена крипта.